# Винчич, Славко
Славко Винчич (словен. Slavko Vinčić; род. 25 ноября 1979, Марибор) — словенский футбольный судья. Судья ФИФА с 2010 года. Обслуживал матчи чемпионатов Европы по футболу 2020 и 2024 годов.

## Карьера
Винчич отсудил свою первую игру в высшем дивизионе Словении в мае 2007 года. Отвечал за судейство финала Кубка Словении по футболу в 2015 и 2017 годах.
С 2010 года является арбитром ФИФА. На международной арене дебютировал в марте 2010 года, отсудив отборочный матч чемпионата Европы между юношескими сборными Турции и Уэльса. Первая игра среди национальных сборных была проведена им в ноябре 2011 года между Македонией и Албанией. В июле 2010 года он был назначен главным судьей в европейском клубном турнире, на матч первого квалификационного раунда Лиги Европы УЕФА между «Филькиром» и «Торпедо-БелАЗ». С декабря 2016 года регулярно обслуживает матчи в Лиге чемпионов УЕФА, а с конца 2019 года находится в категории УЕФА Элита.
Винчич работал главным судьей на различных чемпионатах мира и Европы среди юниоров. Был судьёй на матчах чемпионата мира среди молодёжных команд в Польше в 2019 году.
В 2021 году был приглашён работать на матчах чемпионата Европы по футболу 2020 года. Винчич отработал три игры, включая четвертьфинал.
В конце сезона 2021/22 обслуживал финал Лиги Европы в Севилье между «Айнтрахтом» и «Глазго Рейнджерс». В июне 2022 года отсудил матч межконтинентального плей-офф, в котором Австралия обыграла Перу и вышла на чемпионат мира 2022 года.
Его статистика международных выступлений также включает судейство в Греческой Суперлиге, Румынской Лиге 1 и Саудовской Профессиональной Лиге.
В мае 2022 года ФИФА назначила его одним из 36 главных судей чемпионата мира по футболу 2022 года в Катаре.
В апреле 2024 года был отобран одним из главных арбитров в числе 19 судейских бригад для обслуживания матчей чемпионата Европы по футболу, который проходит в июне-июле 2024 года на футбольных полях Германии.
В мае 2024 года Винчич был назначен главным судьёй на финальный матч Лиги чемпионов УЕФА 2023/2024 года, который состоялся 1 июня на стадионе Уэмбли в Лондоне между командами Боруссия Дортмунд и Реал Мадрид.

### Чемпионат Европы 2020 года
| Стадия         | Дата         | Место   | Команда 1 | Команда 2 | Результат |
| -------------- | ------------ | ------- | --------- | --------- | --------- |
| Групповой этап | 14 июня 2021 | Севилья | Испания   | Швеция    | 0:0 (0:0) |
| Групповой этап | 20 июня 2021 | Баку    | Швейцария | Турция    | 3:1 (2:0) |
| 1/4 финала     | 2 июля 2021  | Мюнхен  | Бельгия   | Италия    | 1:2 (1:2) |

### Чемпионат мира 2022 года
| Стадия         | Дата           | Место                          | Команда 1 | Команда 2         | Результат | Предупреждён | Red card | Пенальти       |
| -------------- | -------------- | ------------------------------ | --------- | ----------------- | --------- | ------------ | -------- | -------------- |
| Групповой этап | 22 ноября 2022 | Национальный стадион, г.Лусаил | Аргентина | Саудовская Аравия | 1:2 (1:0) | 0 — 6        | 0 — 0    | 10′ (пен.) — 0 |
| Групповой этап | 29 ноября 2022 | Ахмед бин Али, г.Эр-Райян      | Уэльс     | Англия            | 0:3 (0:0) | 2 — 0        | 0 — 0    | 0 — 0          |

### Чемпионат Европы 2024 года
| Стадия         | Дата         | Город         | Стадион        | Команда 1 | Результат | Команда 2 | Предупреждён | Red card | Пенальти |
| -------------- | ------------ | ------------- | -------------- | --------- | --------- | --------- | ------------ | -------- | -------- |
| Групповой этап | 15 июня 2024 | Кёльн         | Рейн Энерги    | Венгрия   | 1:3 (0:2) | Швейцария | 2 - 3        | 0 - 0    | 0 - 0    |
| Групповой этап | 20 июня 2024 | Гельзенкирхен | Фельтинс-Арена | Испания   | 1:0 (0:0) | Италия    | 3 - 2        | 0 - 0    | 0 - 0    |
| 1/2 финала     | 9 июля 2024  | Мюнхен        | Альянц-Арена   | Испания   | 2:1 (2:1) | Франция   | 2 - 2        | 0 - 0    | 0 - 0    |

## Вне футбола
Винчич — инженер по телекоммуникациям, владелец и управляющий директор металлургической компании. 
Женат, имеет двоих детей.
В 2020 году Винчич был арестован вместе с 34 другими людьми на вечеринке, посвященной сексу и наркотикам, устроенной моделью Instagram Тияной Максимович в Биелине, Босния. По данным полиции, участницы якобы пользовались сексуальными услугами Максимович и других женщин, а также при обыске было изъято большое количество наркотиков, оружия и денег. Винчич отрицал обвинения и показал, что он не знал большинство других арестованных мужчин из области организованной преступности. В конце концов он был освобождён, и впоследствии боснийские следственные органы рассматривали его только как свидетеля. 